# Kozárov
Kozárov (in tedesco Kosarow) è un comune della Repubblica Ceca facente parte del distretto di Blansko, in Moravia Meridionale.